# Trường Kanō
Trường Kanō (狩野派 (Thú Dã Phái)/ Kanō-ha) là một trong những trường phái nổi tiếng nhất của hội họa Nhật Bản. Trường phái hội họa Kanō là phong cách hội họa nổi trội từ cuối thế kỷ 15 cho đến thời kỳ Meiji bắt đầu vào năm 1868, đến lúc đó trường đã chia thành nhiều ngành khác nhau.  Gia đình Kanō đã sản xuất một chuỗi các nghệ sĩ lớn qua nhiều thế hệ, trong đó có thể thêm một số lượng lớn các nghệ sĩ không liên quan được đào tạo trong các xưởng của trường.  Một số nghệ sĩ kết hôn với gia đình và thay đổi tên của họ, và những người khác đã được thông qua.  Theo nhà sử học nghệ thuật Nhật Bản Robert Treat Paine, "một gia đình khác có dòng máu trực tiếp sản sinh ra rất nhiều người đàn ông thiên tài... sẽ khó tìm thấy".

Bức tranh Chim và hoa của mùa xuân và mùa hè bởi Kanō Einō

Họ làm việc chủ yếu cho giới quý tộc, shōgun và hoàng đế, bao gồm một loạt các phong cách, chủ đề và định dạng. Ban đầu đổi mới, và chịu trách nhiệm phần lớn cho các loại tranh mới của thời kỳ Momoyama (1573 - 1614), từ thế kỷ 17, các họa sĩ của trường ngày càng bảo thủ và học thuật theo cách tiếp cận của họ.

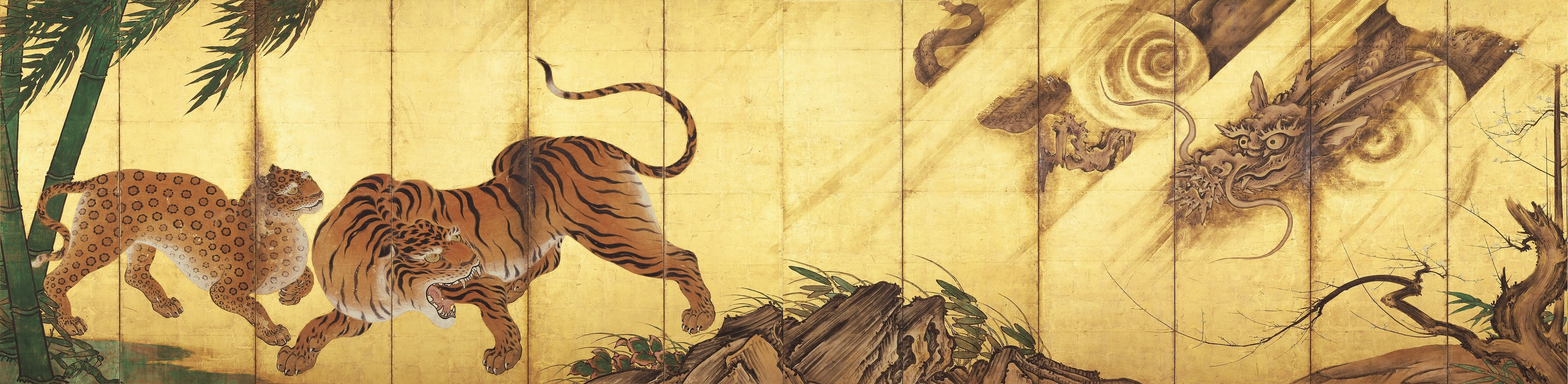
Cặp màn hình với những con hổ sợ hãi bởi một con rồng bão bởi Kanō Sanraku, thế kỷ 17, mỗi con 1,78 × 3,57 mét.

## Chiều cao ảnh hưởng và suy giảm

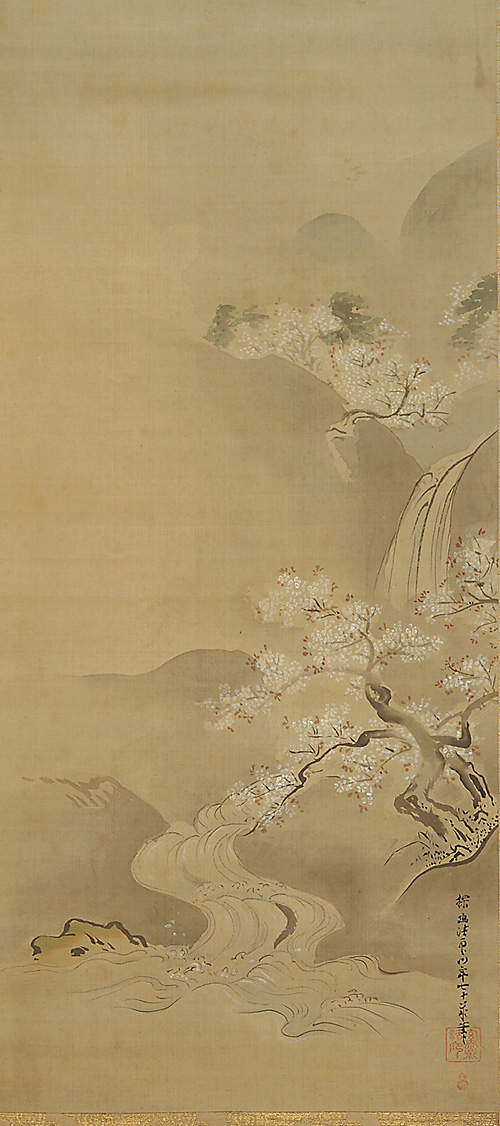
Phong cảnh mùa xuân bởi Kanō Tan'yū, thế kỷ 17

Các tác phẩm của Sanraku (hai minh họa ở đây) kết hợp tốt nhất chất lượng mạnh mẽ của tác phẩm Momoyama với sự miêu tả yên tĩnh của thiên nhiên và cách sử dụng màu sắc tinh tế hơn của thời kỳ Edo. Khi Sanraku không có con trai, ông kết hôn với Kanō Sansetsu (1589 - 1651) với con gái và nhận nuôi anh ta. Sansetsu và trường học của ông vẫn ở lại Kyoto khi hầu hết các nghệ sĩ Kanō chuyển đến Edo (thường là sau lệnh triệu tập của shougun), và ông tiếp tục tuân thủ phong cách rực rỡ của thời kỳ Momoyama.  Con trai của ông Einō vẽ theo cùng một phong cách, nhưng được biết đến nhiều hơn với một lịch sử tiểu sử của hội họa Nhật Bản, nơi mang lại niềm tự hào cho trường phái Kanō.
Phạm vi của các hình thức, phong cách và chủ đề được thành lập vào đầu thế kỷ 17 tiếp tục được phát triển và hoàn thiện mà không cần đổi mới lớn trong hai thế kỷ tiếp theo, và mặc dù trường Kanō là thành công nhất ở Nhật Bản, sự khác biệt giữa công việc của nó  và các trường khác có xu hướng giảm dần, vì tất cả các trường làm việc trong một loạt các phong cách và định dạng, khiến cho việc quy kết các tác phẩm không dấu thường không rõ ràng. Trường Kanō tách thành các chi nhánh khác nhau ở Kyoto và thủ đô mới của Edo, nơi có ba phần lớn thời kỳ này: Kajibashi, Nakabashi và Kobikcho, được đặt tên theo địa điểm của họ ở Edo.

## Màn hình cây Callitris của Eitoku

Màn hình tám bảng được quy cho Kanō Eitoku của Cây Callitris, 1.7 x 4.61 mét

Màn hình lớn bất thường và có sự gián đoạn đáng chú ý trong bố cục ở các khoảng nghỉ giữa (tính từ bên trái) các bảng 2 và 3, 4 và 5, 6 và 7. Chúng phản ánh định dạng ban đầu là một bộ bốn cửa trượt, trong đó  có thể được suy luận từ điều này và các hốc phủ kín cho các lần kéo cửa. Sự không liên tục sẽ ít rõ ràng hơn khi màn hình đứng theo hình chữ chi, như thường lệ là như vậy.  Màn hình sử dụng quy ước "đám mây nổi" của nghệ thuật Nhật Bản Yamato-e lâu đời hơn, nơi các khu vực mà nghệ sĩ chọn không đại diện được ẩn dưới màu đặc (ở đây là vàng) tượng trưng cho sương mù.  Các thiết kế kiểu này, bị chi phối bởi một cây khổng lồ, đã trở thành một thành phần phổ biến trong trường và cái này có thể được so sánh với màn hình tương tự của cây mận của Sanretsu từ vài thập kỷ sau (minh họa bên dưới), cho thấy nhiều hơn phiên bản hạn chế của phong cách Momoyama táo bạo đầu tiên.

## Bảo vật quốc gia

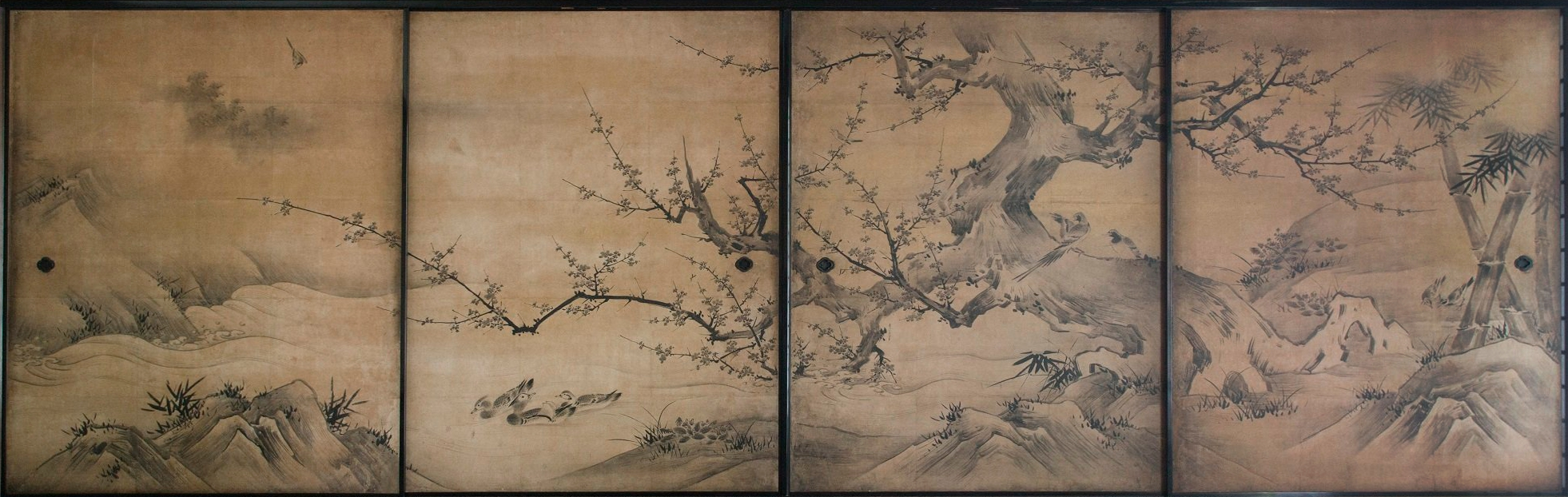
Chim và hoa của bốn mùa, bức tranh Kho báu quốc gia Nhật Bản bởi Kanō Eitoku, cho một tu viện.

Bởi Kanō Naganobu có một cặp màn hình (ít hơn hai phần bị mất trong đại thảm họa động đất Kantō 1923) cho thấy những nhân vật tương đối lớn Làm vui vẻ dưới hoa aronia, cũng trong Bảo tàng Quốc gia Tokyo.